# تالاکیریاوا
تالاکیریاوا (به لاتین: Talakiriyawa) یک منطقهٔ مسکونی در سری‌لانکا است که در استان مرکزی (سری‌لانکا) واقع شده‌است.